# Prasinocyma
Genre
Synonymes
- Pauresthes Warren, 1903[1]
- Poecilostigma Warren, 1903[1]
- Pyrrhaspis Warren, 1903[1]

Prasinocyma est un genre de papillons de la famille des Geometridae.

## Liste d'espèces
- Prasinocyma absimilis Warren, 1901
- Prasinocyma adornata Prout, 1915
- Prasinocyma aetheraea Debauche, 1937
- Prasinocyma albicosta Walker, 1861
- Prasinocyma albinotatat Prout, 1915
- Prasinocyma albiseriata Warren, 1906
- Prasinocyma albisticta Warren, 1901
- Prasinocyma albivenata Herbulot, 1983
- Prasinocyma allocraspeda Prout, 1924
- Prasinocyma ampla Warren, 1904
- Prasinocyma anadyomene Townsend, 1952
- Prasinocyma angiana Joicey & Talbot, 1917
- Prasinocyma angolica Prout, 1930
- Prasinocyma angulilinea Warren, 1912
- Prasinocyma annexa Prout, 1924
- Prasinocyma anomoea Turner, 1910
- Prasinocyma approximata Prout, 1913
- Prasinocyma arabica Wiltshire, 1982
- Prasinocyma bamenda Herbulot, 1982
- Prasinocyma batesi Prout, 1930
- Prasinocyma bicolor Warren, 1907
- Prasinocyma bicolora T.P. Lucas, 1888
- Prasinocyma bicornuta Warren, 1912
- Prasinocyma bifimbriata Prout, 1912
- Prasinocyma bilobata Fletcher, 1978
- Prasinocyma bipunctata Prout, 1913
- Prasinocyma caecata Fletcher, 1958
- Prasinocyma caeruleotincta Prout, 1912
- Prasinocyma candida Prout, 1923
- Prasinocyma caniola Warren, 1903
- Prasinocyma cellularia Guenée, 1862
- Prasinocyma centralis Prout, 1915
- Prasinocyma chloroprosopa Prout, 1913
- Prasinocyma coerulea Warren, 1903
- Prasinocyma congrua Walker, 1869
- Prasinocyma consobrina Warren, 1912
- Prasinocyma convergens Warren, 1907
- Prasinocyma corolla Prout, 1913
- Prasinocyma corrugata Fletcher, 1958
- Prasinocyma crenulata Fletcher, 1958
- Prasinocyma croca Fletcher, 1978
- Prasinocyma crossota Meyrick, 1888
- Prasinocyma debilis Prout, 1913
- Prasinocyma decisissima Walker, 1861
- Prasinocyma degenerata Prout, 1913
- Prasinocyma delicata Warren, 1912
- Prasinocyma delicataria Möschler, 1887
- Prasinocyma dentatilineata Prout, 1913
- Prasinocyma deviata Prout, 1913
- Prasinocyma differens Warren, 1902
- Prasinocyma dilucida Walker, 1861
- Prasinocyma dioscorodes Prout, 1913
- Prasinocyma discata Warren, 1906
- Prasinocyma discoprivata Prout, 1913
- Prasinocyma dohertyi Warren, 1903
- Prasinocyma dorsipunctata Warren, 1911
- Prasinocyma edwardsi Fletcher, 1958
- Prasinocyma eichhorni Prout, 1926
- Prasinocyma eichhorni Prout, 1920
- Prasinocyma eremica Wiltshire, 1980